# تخت خواجة بالا (أرزوئية)
تخت خواجة بالا (بالفارسية: تخت خواجه بالا) هي قرية تقع في إيران في Arzuiyeh Rural District. يقدر عدد سكانها بـ 215 نسمة .